# Беспутин, Александр Александрович
Александр Александрович Беспутин (род. 26 апреля 1991, Каменск-Уральский, Свердловская область, Россия) — российский спортивный функционер, и спортивный администратор. Генеральный секретарь и член исполнительного комитета Федерации бокса России (2025—н. в.).
Бывший профессиональный боксёр, выступавший в полусредней и в 1-й средней весовых категориях. Серебряный призёр Европейских игр (2015), чемпион Европы (2013), чемпион России (2012), победитель первенства Европы (2009) среди юниоров, первенства Европы (2005) среди кадетов в любителях.
Среди профессионалов бывший регулярный чемпион мира по версии WBA (2019—2020), чемпион по версии WBC Peace (2021—2022), чемпион США по версии USBA (2018—2019) в полусреднем весе.

## Биография
Родился в 1991 году в Каменске-Уральском. Его первым тренером здесь был Александр Фёдорович Николаев. Проходил подготовку под руководством заслуженного тренера России Юрия Алексеевича Спицына. В 2005 году переехал в г. Красноярск. Именно здесь раскрылся талант перспективного боксёра. Около 10 лет выступал за сборную Красноярского края, стал победителем целого ряда российских и международных соревнований, чемпионом Европы, получил звание мастера спорта международного класса. Работал спортсменом-инструктором СДЮСШОР имени Николая Дмитриевича Валова.

## Любительская карьера
В любителях выступал за Красноярский край. В 2009 году на чемпионате России по боксу завоевал бронзовую медаль в весе до 64 кг. В 2012 году стал чемпионом России в весе до 69 кг. В 2013 году стал чемпионом Европы в весе до 69 кг. И в этом же году участвовал в чемпионате мира по боксу, но в четвертьфинале проиграл венесуэльскому боксёру Габриэлю Маэстре. В июне 2015 года завоевал серебряную медаль Европейских игр в Баку, в финале проиграв азербайджанскому боксёру Парвизу Багирову.

## Профессиональная карьера
Профессиональную боксёрскую карьеру Александр начал 12 декабря 2015 года, победив нокаутом во 2-м раунде мексиканского боксёра Фернандо Пализа (5-1).

### Чемпионский бой с Раджабом Бутаевым
30 ноября 2019 года, в своём 14-м профессиональном поединке, встретился с небитым соотечественником Раджабом Бутаевым (12-0) в бою за вакантный титул регулярного чемпиона мира по версии WBA в полусреднем весе. И первоначально единогласным решением судей со счётом 116—112 (трижды) победителем был признан Александр Беспутин.
Но затем после боя Беспутин провалил допинг-тестирование, обе пробы показали наличие допинга и 6 июля 2020 года Беспутин был лишён чемпионского пояса WBA после публикации официального заключения антидопинговой комиссии (6 сентября этим поясом завладел Йорденис Угас, с которым Беспутин должен был проводить защиту титула). Бой Бутаев — Беспутин официально был признан не состоявшимся, а Бутаев был восстановлен в статусе обязательного претендента, и вновь поборется за титул чемпиона мира в полусреднем весе.

### Чемпионский бой с Маурисио Пинтором
11 сентября 2021 года в Красноярске Беспутин встретился с мексиканцем Маурисио Пинтором в поединке за титул WBC Peace. Пинтор подошел к поединку в статусе Чемпиона WBC в Латинской Америке и с внушительной победной серией. Уже со второго раунда российский боксер начал захватывать инициативу, а в пятом раунде Беспутин отправил своего соперника в нокаут.

## Статистика профессиональных боёв
В таблице перечислены результаты всех поединков боксёров.
В каждой строке указан результат поединка. Дополнительно номер поединка обозначен цветом, который обозначает итог поединка. Расшифровка обозначений и цветов представлена в нижеследующей таблице.
| Пример | Расшифровка                     |
| ------ | ------------------------------- |
|        | Победа                          |
|        | Ничья                           |
|        | Поражение                       |
|        | Планируемый поединок            |
|        | Поединок признан несостоявшимся |
| КО     | Нокаут                          |
| ТКО    | Технический нокаут              |
| PTS    | Решение судей (по очкам)        |
| UD     | Единогласное решение судей      |
| MD     | Решение большинства судей       |
| SD     | Раздельное решение судей        |
| RTD    | Отказ от продолжения боя        |
| DQ     | Дисквалификация                 |
| NC     | Поединок признан несостоявшимся |

| 16 поединков, 15 побед (11 нокаутом), 1 несостоявшийся. | 16 поединков, 15 побед (11 нокаутом), 1 несостоявшийся. | 16 поединков, 15 побед (11 нокаутом), 1 несостоявшийся. | 16 поединков, 15 побед (11 нокаутом), 1 несостоявшийся. | 16 поединков, 15 побед (11 нокаутом), 1 несостоявшийся.      | 16 поединков, 15 побед (11 нокаутом), 1 несостоявшийся. | 16 поединков, 15 побед (11 нокаутом), 1 несостоявшийся. |
| Бой                                                     | Рекорд                                                  | Дата боя                                                | Соперник                                                | Место проведения боя                                         | Раундов, время                                          | Дополнительно |
| ------------------------------------------------------- | ------------------------------------------------------- | ------------------------------------------------------- | ------------------------------------------------------- | ------------------------------------------------------------ | ------------------------------------------------------- | --- |
| 16                                                      | 15-0-0-1                                                | 11 сентября 2021                                        | Маурисио Пинтор (24-3-1)                                | ДС им. Ивана Ярыгина, Красноярск, Красноярский край, Россия  | KO 5 (12), 1:47                                         | |
| 15                                                      | 14-0-0-1                                                | 20 марта 2021                                           | Виктор Плотников (33-10)                                | ДС «Мегаспорт», Москва, Россия                               | RTD 2 (10), 3:00                                        | Должен был драться с аргентинцем Максимилиано Рикардо Вероном, сдавшим положительный тест на коронавирус.                                                                     |
| 14                                                      | 13-0-0-1                                                | 30 ноября 2019                                          | Раджаб Бутаев (12-0)                                    | Salle des Etoiles, Монте-Карло, Монако                       | NC 12 (12)                                              | Бой за вакантный титул регулярного чемпиона мира по версии WBA в полусреднем весе. Первоначально счёт: 116—112 (трижды), но затем официально бой был признан не состоявшимся. |
| 13                                                      | 13-0                                                    | 12 апреля 2019                                          | Альфредо Родольфо Бланко (20-7)                         | Staples Center, Лос-Анджелес, Калифорния, США                | UD 10 (10)                                              | Счёт: 100-90, 100-90, 99-91. Защитил титул чемпиона США по версии USBA (2-я защита Беспутина) в полусреднем весе.                                                             |
| 12                                                      | 12-0                                                    | 8 декабря 2018                                          | Хуан Карлос Абреу (21-4-1)                              | Madison Square Garden, Нью-Йорк, США                         | UD 10 (10)                                              | Счёт: 100-88, 100-88, 100-88. Защитил титул чемпиона США по версии USBA (1-я защита Беспутина) в полусреднем весе.                                                            |
| 11                                                      | 11-0                                                    | 14 сентября 2018                                        | Алан Санчес (20-3-1)                                    | Save Mart Center, Фресно, Калифорния, США                    | TKO 9 (10), 1:44                                        | Завоевал вакантный титул чемпиона США по версии USBA в полусреднем весе. |
| 10                                                      | 10-0                                                    | 26 мая 2018                                             | Сауль Корраль (28-11)                                   | Save Mart Center, Фресно, Калифорния, США                    | KO 3 (10), 1:34                                         | |
| 9                                                       | 9-0                                                     | 16 февраля 2018                                         | Уэсли Такер (14-1)                                      | Grand Sierra Resort and Casino, Рино, Невада, США            | RTD 5 (8), 3:00                                         | |
| 8                                                       | 8-0                                                     | 11 ноября 2017                                          | Хуан Руис (20-0)                                        | Save Mart Center, Фресно, Калифорния, США                    | KO 7 (8), 2:51                                          | |
| 7                                                       | 7-0                                                     | 22 апреля 2017                                          | Брейдис Прескотт (30-9)                                 | Стабхаб Сентер, Карсон, Калифорния, США                      | UD 8 (8)                                                | Прескотт в нокдауне в 7-м раунде. Счёт: 80-71 (все). |
| 6                                                       | 6-0                                                     | 27 января 2017                                          | Жилберту Перейра дос Сантос (12-4)                      | Sportsmans Lodge, Студио-Сити, Лос-Анджелес, Калифорния, США | UD 6 (6)                                                | Счёт: 58-56 и 60-54 (дважды). |
| 5                                                       | 5-0                                                     | 5 ноября 2016                                           | Асаэль Косио (20-4-2)                                   | Thomas & Mack Center, Лас-Вегас, Невада, США                 | RTD 6 (8), 3:00                                         | |
| 4                                                       | 4-0                                                     | 6 августа 2016                                          | Кевин Вомак-младший (7-11-3)                            | Casino Del Sol, Тусон, Аризона, США                          | KO 1 (6), 2:08                                          | |
| 3                                                       | 3-0                                                     | 2 апреля 2016                                           | Кристон Эдвардс (6-0)                                   | Oceanview Pavilion, Порт-Вайними, Калифорния, США            | RTD 4 (6), 3:00                                         | Эдвардс отказался выходить на 5-й раунд. |
| 2                                                       | 2-0                                                     | 16 января 2016                                          | Кей Лон Спенсер (4-3)                                   | The Bomb Factory, Даллас, Техас, США                         | TKO 3 (4), 0:50                                         | |
| 1                                                       | 1-0                                                     | 12 декабря 2015                                         | Фернандо Пализа (5-1)                                   | Civic Auditorium, Глендейл, Калифорния, США                  | КО 2 (6), 2:59                                          | Дебют на профессиональном ринге. Пализа в нокдауне во 2-м раунде. |

## Обвинения в допинге
15 января 2020 года стало известно, что в допинг-пробе Беспутина, взятой после боя с Бутаевым, обнаружен запрещённый препарат лигандрол, по своему эффекту схожий с анаболиками. Вице-президент промоутерской компании Top Rank Карл Моретти заявил, что сейчас обсуждаются все детали дальнейшего сотрудничества. WBA также получила уведомление о допинг-пробе Беспутина. 25 июня 2020 года допинг-проба «Б» Александра Беспутина дала положительный результат. Об этом сообщил представитель команды Раджаба Бутаева, являвшегося соперником Беспутина по поединку. При этом менеджер Эгис Климас, представляющий интересы Беспутина, заявил, что результаты пробы «Б» они пока не получали.